# Vilauton
Vilauton (en francès Villautou) és un municipi del departament de l'Aude a la regió francesa d'Occitània.